# De mens en de techniek. Bijdrage aan een filosofie van het leven
In De mens en de techniek. Bijdrage aan een filosofie van het leven (oorspronkelijke titel Der Mensch und die Technik. Beitrag zu einer Philosophie des Lebens), uitgegeven in 1931 in München, stelt Oswald Spengler dat de mens een roofdier is en dat overdraagt op de instituties die hij ontwikkelt. Strijd is de essentie van het bestaan. Techniek is de tactiek in die strijd en valt niet te verstaan vanuit het werktuig. Het denken ontwikkelde zich met het verbeteren van de techniek van het oog en de hand voor de jacht. Op het einde van het tijdperk van de gewapende hand verschijnen veeteelt, akkerbouw, nederzettingen, graven, ... en begint het tijdperk van het ondernemen. Maken en denken scheiden. Er ontstaan twee soorten mensen. Denker/leiders en maker/uitvoerders. Beiden ervaren ze de groeiende cultuur en het scheiden met de natuur als een pijnlijke onvrijheid. 
Niet de bruikbaarheid van een uitvinding maar de persoonlijkheid van de uitvinder drijft alles voort, zijn roofdier zijn. Leiders en geleiden verstaan elkaar niet meer noch de machinetechniek die esoterisch is geworden. De hele aarde wordt aan haar onderworpen, alles organisch bezwijkt onder haar organisatie. De westerse beschaving geeft zijn technische weten weg aan de geleide volkeren. Die zullen het gebruiken als wapen om het westen te verslaan maar zullen het zelf nooit verder kunnen ontwikkelen. "Optimisme is lafheid".

## Nederlandse Uitgave
Het werk is onder de titel De mensch en de techniek. Bijdrage tot een levensphilosophie in 1931 het Nederlands verschenen, vertaald door K.F. Proost. In 2014 werd het opnieuw uitgegeven, vertaald en ingeleid door Tom Zwitser.